# Thomas Verhoeven
Thomas Verhoeven (Rijssen, 18 april 1997) is een Nederlandse zwemmer.

## Carrière
Bij zijn internationale debuut, op de Europese kampioenschappen zwemmen 2020 in Boedapest, werd Verhoeven uitgeschakeld in de series van de 50 meter vlinderslag. Op de Europese kampioenschappen kortebaanzwemmen 2021 in Kazan strandde de Nederlander in de series van zowel de 50 als de 100 meter vlinderslag. Tijdens de wereldkampioenschappen kortebaanzwemmen 2021 in Abu Dhabi werd hij uitgeschakeld in de series van de 100 meter vlinderslag. Op de 4×50 meter vrije slag zwom hij samen met Stan Pijnenburg, Kenzo Simons en Thom de Boer in de series, in de finale veroverden Pijnenburg, Simons en De Boer samen met Jesse Puts de bronzen medaille. Voor zijn aandeel in de series ontving Verhoeven eveneens de bronzen medaille.

## Internationale toernooien
| Jaar | Olympische Spelen                         | WK langebaan                              | WK kortebaan                                                             | EK langebaan                              | EK kortebaan                              |
| ---- | ----------------------------------------- | ----------------------------------------- | ------------------------------------------------------------------------ | ----------------------------------------- | ----------------------------------------- |
| 2020 | Geen toernooien vanwege de coronapandemie | Geen toernooien vanwege de coronapandemie | Geen toernooien vanwege de coronapandemie                                | Geen toernooien vanwege de coronapandemie | Geen toernooien vanwege de coronapandemie |
| 2021 | geen deelname                             |                                           | 43e 100m vlinderslag · 4×50m vrije slag · Verhoeven zwom enkel de series | serie 50m vlinderslag                     | 21e 50m vlinderslag 24e 100m vlinderslag  |

## Persoonlijke records
Bijgewerkt tot en met 5 december 2021
Kortebaan
| Afstand          | Tijd  | Datum            | Plaats    |
| ---------------- | ----- | ---------------- | --------- |
| 50m vrije slag   | 21,84 | 5 december 2021  | Den Haag  |
| 100m vrije slag  | 48,95 | 21 december 2019 | Tilburg   |
| 50m vlinderslag  | 22,82 | 4 juli 2021      | Amsterdam |
| 100m vlinderslag | 51,29 | 4 juli 2021      | Amsterdam |

Langebaan
| Afstand          | Tijd  | Datum            | Plaats    |
| ---------------- | ----- | ---------------- | --------- |
| 50m vrije slag   | 22,71 | 25 maart 2017    | Dordrecht |
| 100m vrije slag  | 50,48 | 14 december 2019 | Amsterdam |
| 50m vlinderslag  | 23,34 | 3 juli 2021      | Amsterdam |
| 100m vlinderslag | 53,16 | 27 juni 2021     | Hengelo   |